# Adrián Berbia
Adrián Berbia, vollständiger Name Adrián Berbia Pose, (* 12. Oktober 1977 in Montevideo) ist ein ehemaliger uruguayischer Fußballspieler.

## Karriere

### Verein
Der je nach Quellenlage 1,86 Meter oder 1,90 Meter große „Gallego“ genannte Torhüter Berbia stand von 1996 bis 2000 zunächst in der Segunda División, dann in der Primera División im Kader des uruguayischen Klubs Bella Vista. Von 1998 bis 2000 stehen dort 57 Erstligaeinsätze für ihn zu Buche. Ab der Clausura 2000 bis einschließlich der Clausura 2003 spielte er für den Erstligisten Peñarol Montevideo. Für die Aurinegros absolvierte er in dieser Phase, in die auch seine kurze Nationalmannschaftskarriere fiel, 59 Ligaspiele. 2003 wurde sein Team Uruguayischer Meister. 2004 bestritt er für Liverpool Montevideo 23 Partien in der Primera División. 2005 folgten zwei Stationen bei Cerro und in Paraguay bei Olimpia Asunción. 2006 stand er in der Apertura bei O’Higgins in Chile unter Vertrag. In der Clausura 2007 war er wieder bei Peñarol aktiv. Über eine erste Station bei Juventud in der Apertura 2007 führte ihn sein Weg im Jahr 2008 nach Kolumbien zu América de Cali. 2008 stehen dort mindestens 24 Ligaeinsätze für ihn zu Buche. Zudem kam er in fünf Begegnungen der Copa Sudamericana zum Zug. Der weitere Karriereweg führte im Januar 2009 zu Atlético Junior. Für den kolumbianischen Klub bestritt er bis zu seinem Wechsel Ende September 2010 36 Erstligaspiele und zwei Partien in der Copa Libertadores. Nach Rückkehr in sein Heimatland stand er bis Jahresbeginn 2011 in Reihen des Erstligisten Centro Atlético Fénix, wurde dort aber nur zweimal in der Liga eingesetzt. Von Januar 2011 bis Ende März 2012 band er sich vertraglich wieder an einen Verein aus Kolumbien und lief in 36 Ligaspielen für Real Cartagena auf. Anschließend gehörte er kurzzeitig Miramar Misiones an und wechselte für die Spielzeit 2012/13 erneut zu Juventud. Er absolvierte in jener Saison 28 Ligaspiele. Im August 2013 schloss er sich abermals dem Erstligaaufsteiger Miramar Misiones an. Für diesen stand er in der Spielzeit 2013/14, die für den Verein mit der direkten Rückkehr in die zweite Liga endete, in 23 Begegnungen der Primera División auf dem Platz. Anfang August 2014 wurde sein erneuter Wechsel zu Centro Atlético Fénix vermeldet. Weder Einsätze noch Kaderzugehörigkeit bei den Montevideanern sind jedoch im Anschluss daran für ihn verzeichnet. Vielmehr unterschrieb er Mitte Januar 2015 beim Zweitligisten Boston River und bestritt bis Saisonende 2014/15 18 Begegnungen in der Segunda División. In der Spielzeit 2015/16 wurde er 21-mal in der Liga eingesetzt und stieg mit dem Klub am Saisonende auf. Während der Saison 2016 absolvierte er 14 Erstligaspiele. 2017 war er Kapitän der Mannschaft und spielte wettbewerbsübergreifend, unter anderem in der Copa Libertadores, 40 Mal. Um seine Karriere „ausklingen“ zu lassen, wechselte er 2018 für ein Jahr zu seinem Ausbildungsverein Club Atlético Bella Vista. Für diese machte er 2018 nochmal 26 Ligaspiele. Nach der Saison 2018 beendete er schließlich seine aktive Karriere.

### Nationalmannschaft
In der uruguayischen U-23-Auswahl kam er beim „Torneo Preolímpico“ in Brasilien im mit 2:1 gewonnenen Länderspiel gegen Argentinien am 29. Januar 2000 zum Einsatz. Berbia war auch Mitglied der A-Nationalmannschaft Uruguays. Er debütierte am 19. Juli 2001 unter Víctor Púa im Rahmen der Copa América 2001 im Gruppenspiel gegen die Auswahl aus Honduras. Sein zweites und auch gleichzeitig letztes Länderspiel absolvierte er im selben Turnier und gegen denselben Gegner am 29. Juli 2001 in der Partie um Platz 3.

### Erfolge
- Uruguayischer Meister: 2003
- Aufstieg in die Primera División: 2016